# Jacob ben Eléazar de Tolède
Jacob ben Eléazar de Tolède est un poète, grammairien et lexicographe hébraïsant du premier tiers du XIIIe siècle.

## Éléments biographiques
Jacob ben Eléazar est probablement natif de Tolède, où il a pu avoir accès au Codex Hilleli, disparu depuis. L'affirmation de plusieurs auteurs selon laquelle il aurait vécu au XIIe siècle est inexacte. Il a ensuite vécu dans le sud de la France, où il a écrit Gan Te'oudot à la demande de Samuel et Ezra ben Juda, lequel Juda serait, selon Steinschneider, le poète Juda ben Nathanael.

## Œuvres

### Kitab al-Kamil
Le grand-œuvre de Jacob ben Eléazar, le Kitab al-Kamil (hébreu : Sefer hashalem), écrit en arabe, est perdu de longue date. 
Tanhoum Yeroushalmi, qui le cite dans son lexique, dit, dans l'introduction à son commentaire biblique, que ce livre était véritablement complet, au sens propre. Avraham Maïmonide, contemporain de Tanhoum Yeroushalmi, le cite aussi dans son commentaire sur le Pentateuque.

Le Kitab al-Kamil, qui contenait probablement une partie grammaticale et une autre lexicale, est également cité dans près de vingt articles du Sefer HaShorashim de David Kimhi, ainsi que dans un lexique hébreu-arabe anonyme. Au XIVe siècle encore, le livre est librement cité par Isaac Israeli de Tolède, dans son commentaire sur Job. Un auteur hébreu de Damas affirme, à une date inconnue, que des copies complètes du Kitab al-Kamil circuleraient en Égypte. 
On peut supposer qu'au vu de l'épaisseur du livre, il n'en existait qu'un nombre de copies limitées, et que des fragments pourraient avoir été préservés, par exemple un manuscrit conservé à la bibliothèque de Saint-Pétersbourg, qui a été attribué à Isaac ibn Yashush, un grammairien antérieur. Ce traité grammatical incomplet cite également le Codex Hilleli.

### Autres
Certains travaux en hébreu portant le nom de Jacob ben Eléazar ont été attribués, probablement à bon droit, à l'auteur du kitab al-Kamil. Ils font certainement partie des douze traités sur divers sujets, mentionnés par Tanhoum Yeroushalmi.
Trois de ces travaux ont été préservés : 
- le Gan Teoudot, un ouvrage didactique sur l'âme humaine, écrit en style mosaïque, conservé dans la collection Montefiore à Ramsgate ; il semblerait que des copies de cette œuvre soient conservées sous un titre différent dans la Bibliothèque du Vatican et de l'Escurial[9].
- Meshalim, des paraboles en forme de maqama, écrits en 1233 à la demande d'amis, afin de montrer que l'hébreu vaut bien l'arabe comme langage (Munich MS. n° 207).
- Sefer Kalilah veDimnah, une version hébraïque du Pañchatantra, en prose rimée, écrite pour un certain Benveniste. Seul le début de cette traduction a été préservé[10]; il a été édité par Joseph Derenbourg[11].

Deux poèmes liturgiques de Jacob ben Eléazar sont énumérés par Zunz.